# Віоньє

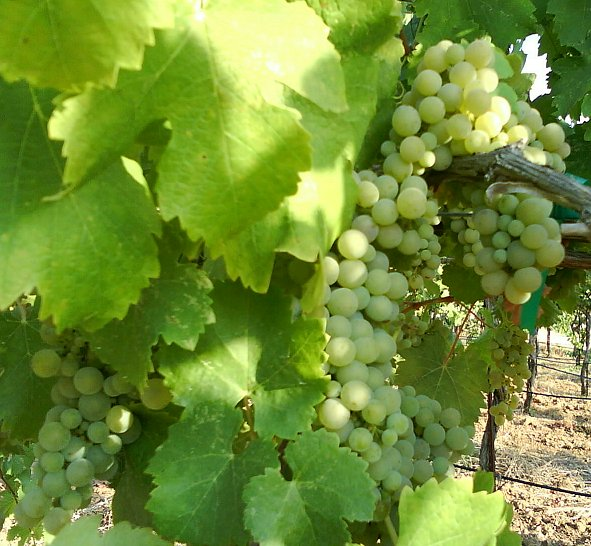
Віоньє

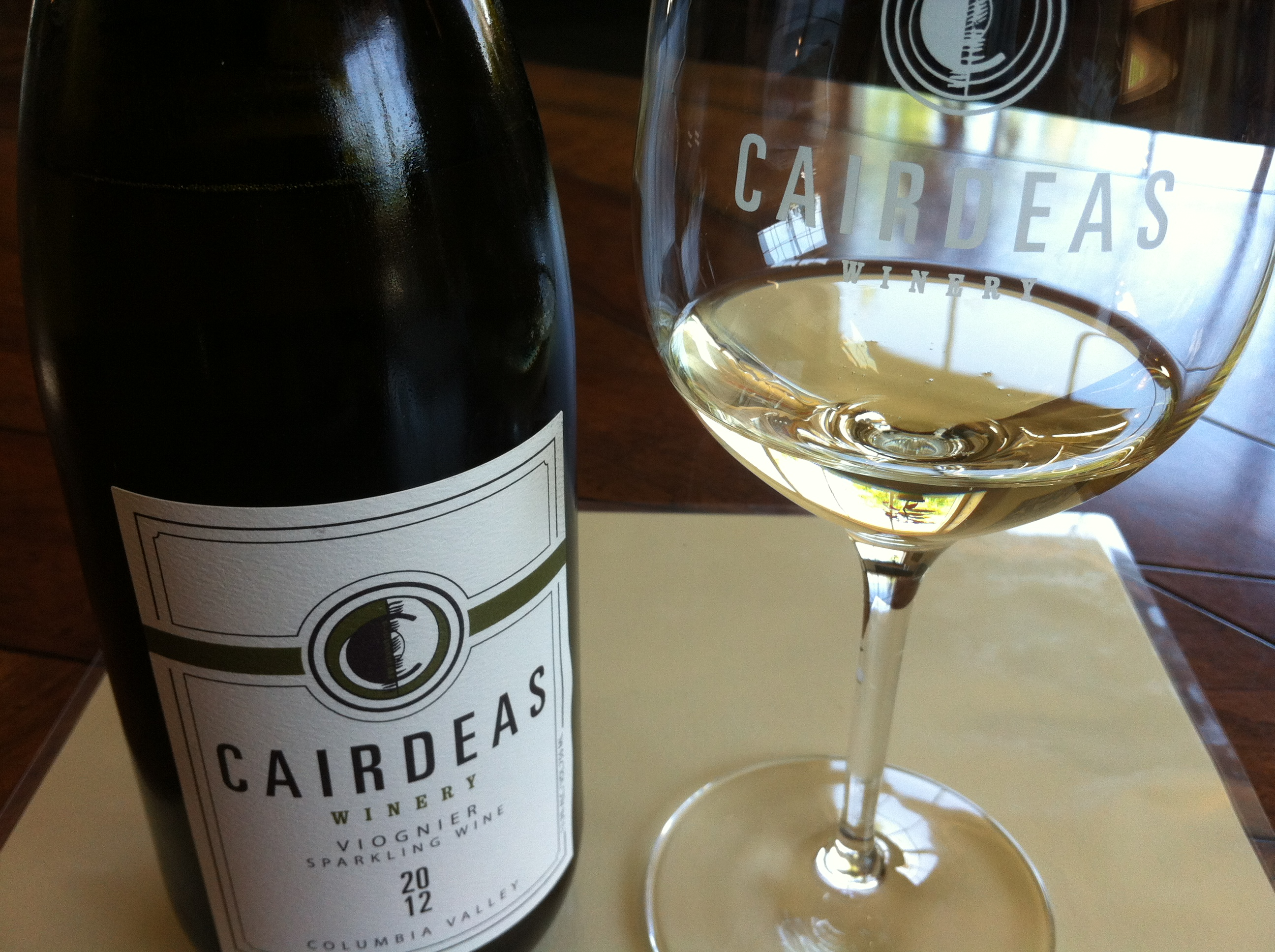
Вино з винограду Віоньє

Віоньє («фр. Viognier») — технічний сорт білого винограду.

## Географія сорту
Віоньє спочатку вирощувався лише у Франції. Зараз вирощується у таких виноробних регіонах як Рона, Прованс, Лангедок, Руссильон. Віоньє — це єдиний дозволений сорт в апелясьонах північної частині Рони — фр. Condrieu та фр. Château-Grillet (одні з найменших французьких апелясьонів, площа кожного з яких становить кілька гектарів). Крім Франції вирощується в Австралії, Новій Зеландії, США, Південній Африці, Чилі, Аргентині тощо.

## Історія
До 60-х років XX сторіччя сорт був на межі зникнення, площі його виноградників не перевищували 16 гектар. Популярності почав набувати у 70-ті роки XX сторіччя завдяки австралійським виноробам. У XXI сторіччі став досить популярним та вирощується у багатьох країнах.

## Характеристики сорту
Сорт досить вибагливий до умов вирощування та маловрожайний, тому тривалий час був непопулярним серед виноробів. Сила росту кущів середня. Листя середніх розмірів, округлої форми, середньорозсічене, як правило, п'ятилопатеве. Нижня сторона листа вкрита опушенням. Лист має відкриту, черешкову виїмку. Квітка двостатева. Гроно середнього розміру, зазвичай вона циліндричної або усічено-конічної форми. Може бути крилатим і досить щільним. Ягоди дрібні або середні, за формою частіше округлі або трохи яйцеподібні, янтарно-білого кольору з ледь відчутним мускатним запахом. Дозріває виноград зазвичай в кінці вересня.. Сорт досить посухостійкий, але погано переносить надмірне зволоження. Вразливий до борошнистої роси. Найкращі врожаї отримують на кам'янистих ґрунтах (які мають гарний дренаж). Сік має низький рівень кислотності та високий рівень цукрів.

## Характеристики вина
З віоньє виробляють як моносортові, так і купажні вина, які зазвичай споживають молодими. Смак та якість вина дуже залежить від умов вирощування. Якісні вина відрізняються складним ароматом в якому присутні ноти тропічних фруктів, квітів, цитрусових та смаком білих фруктів.